# ناکینا

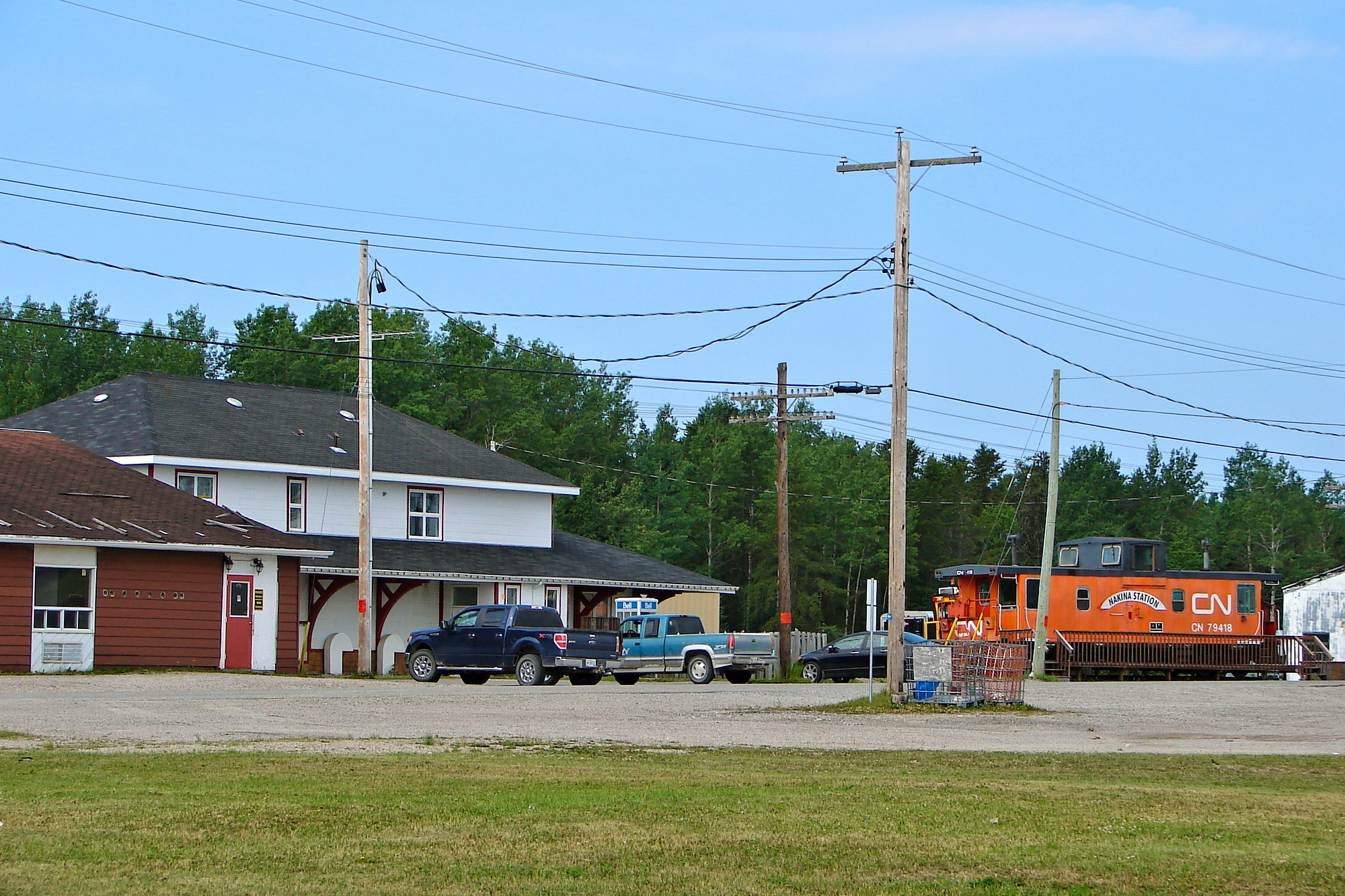

ناکینا شهری در جنوب ایالت اونتاریو کانادا است.این شهر به خطوط راه آهن کانادا متصل است و نزدیک به دریاچه سوپریور است.

## نگارخانه

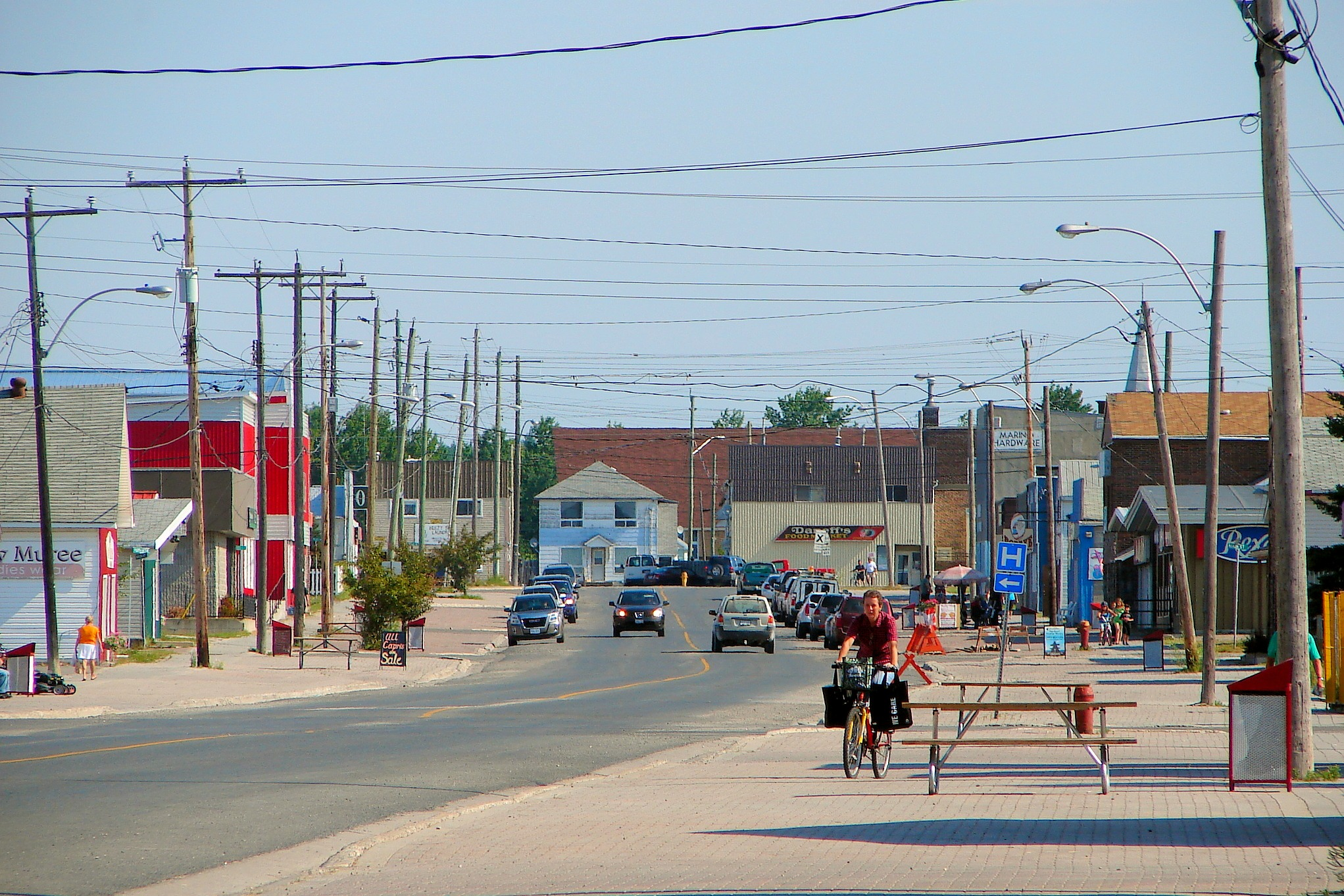
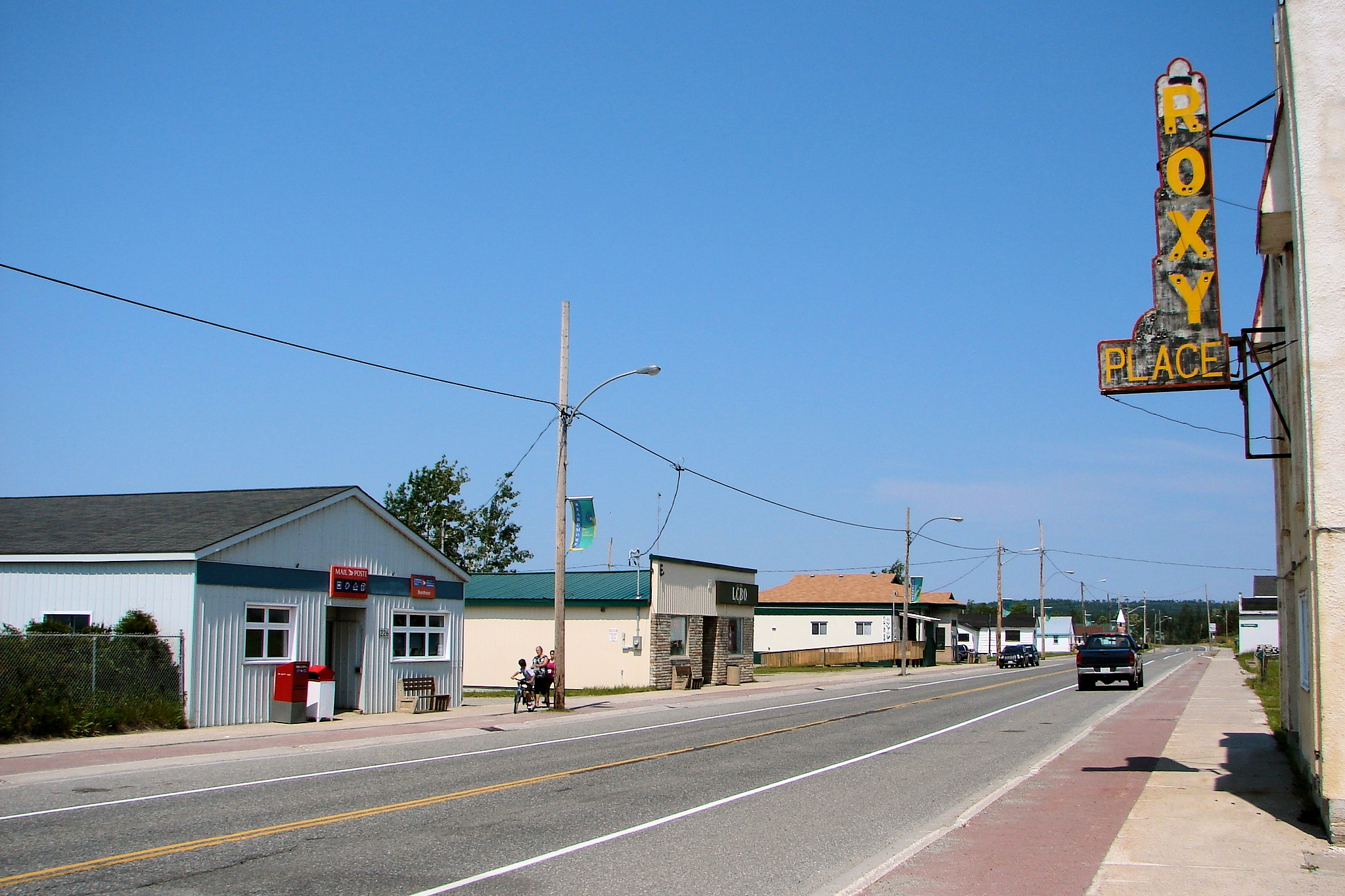
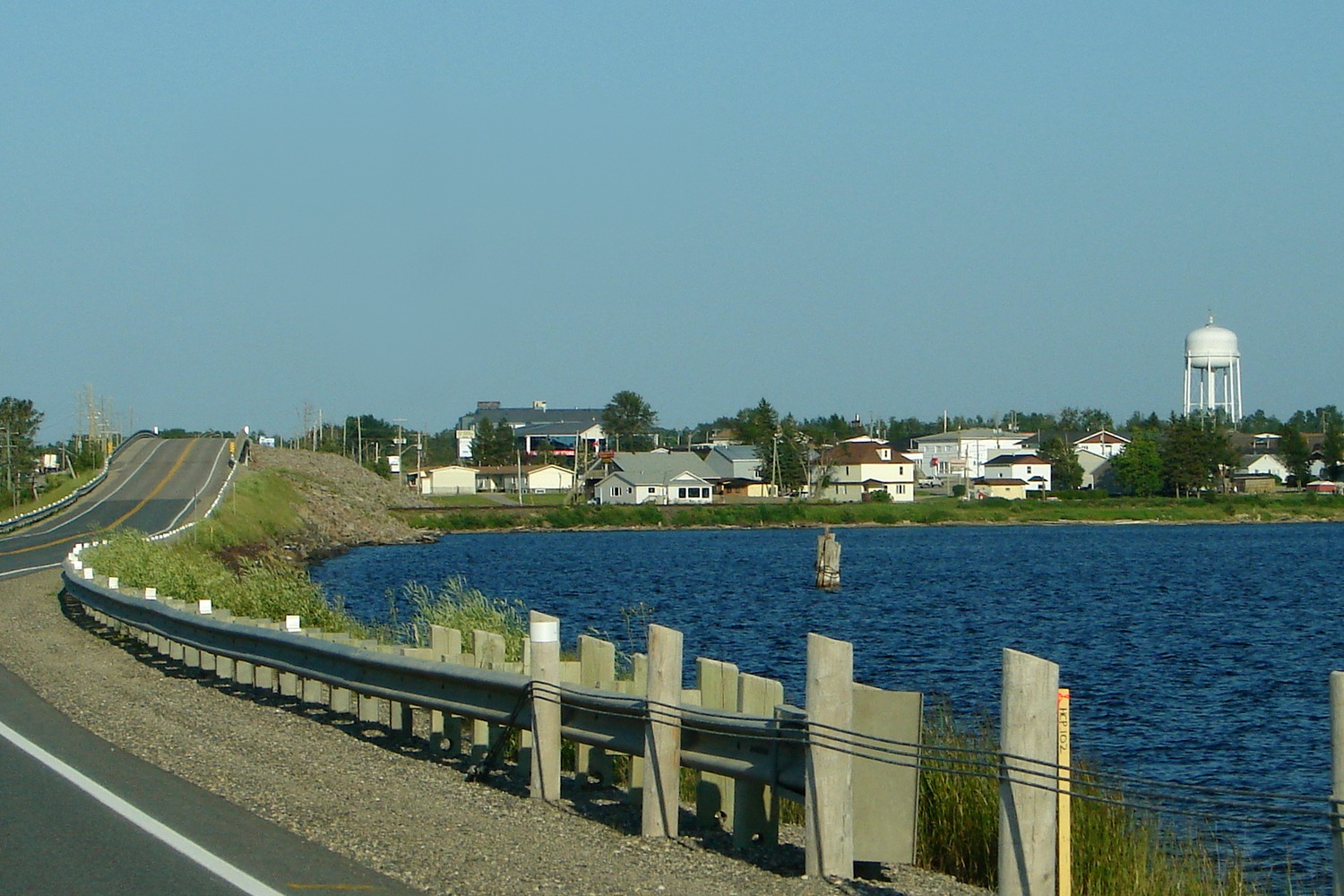